# گیلیار
گیلیار (به لاتین: Gilyar) یک منطقهٔ مسکونی در روسیه است که در شهرستان محرم‌کند واقع شده‌است.